# Dynamik (mekanik)
Dynamik är en gren inom mekaniken som behandlar partiklars och kroppars rörelse under påverkan av krafter. Dynamiken grundar sig på kinematik. Man skiljer på partikelns dynamik, stelkroppsdynamik och deformabla kroppars dynamik. Isaac Newton var den första som formulerade de grundläggande fysiska lagarna som styr dynamiken i klassisk icke-relativistisk fysik.

## Principer
Generellt sett studerar forskare som är engagerade i dynamik hur ett fysiskt system kan utvecklas eller förändras över tid och studerar orsakerna till dessa förändringar.  Genom att studera Newtons mekaniksystem kan dynamik förstås. Speciellt är dynamiken mest relaterad till Newtons andra rörelselag. Alla tre rörelselagarna beaktas dock eftersom dessa är relaterade till varandra i varje given observation eller experiment. 

## Linjär och rotationsdynamik
För klassisk elektromagnetism beskriver Maxwells ekvationer kinematiken. Dynamiken i klassiska system som omfattar både mekanik och elektromagnetism beskrivs av kombinationen av Newtons lagar, Maxwells ekvationer och Lorentzkraften.

## Kraft
Från Newton kan kraft definieras som en påverkan eller ett tryck som kan få ett föremål att accelerera. Begreppet kraft används för att beskriva en påverkan som får en fri kropp (objekt) att accelerera. Det kan vara ett tryck eller ett drag som gör att ett föremål ändrar riktning, får ny hastighet eller deformeras tillfälligt eller permanent. Generellt sett orsakar påverkan av kraft att ett objekts rörelsetillstånd förändras.

## Newtons lagar
Newton beskrev kraft som förmågan att få en massa att accelerera. Hans tre lagar kan sammanfattas enligt följande:
1. Första lagen: Om det inte finns någon nettokraft på ett föremål, så är dess hastighet konstant: antingen är föremålet i vila (om dess hastighet är lika med noll), eller så rör det sig med konstant hastighet i en enda riktning.[3][4]
2. Andra lagen: Förändringshastigheten för linjärt rörelsemängd P för ett objekt är lika med nettokraften Fnet, det vill säga dP/dt = Fnet.
3. Tredje lagen: När en första kropp utövar en kraft F1 på en andra kropp, utövar den andra kroppen samtidigt en kraft F2 = –F1 på den första kroppen. Detta betyder att F1 och F2 är lika stora och motsatta i riktning.

Newtons rörelselagar är endast giltiga i en tröghetsreferensram.